# 萧墉壮
萧墉壮（？—），男，中国化学家，曾任中国化学会理事，第八、九届全国政协委员。